# Four Sail
Four Sail — четвёртый студийный альбом калифорнийской группы Love, вышедший в 1969 году на лейбле Elektra.
Через некоторое время после записи «Forever Changes» единственным не покинувшим группу участником из классического состава стал Артур Ли. Обязательства перед лейблом Elektra Records не ушли вместе с Джонни Эколсом, Брайаном МакЛином, Кеном Форсси и Майклом Стюартом. Поэтому Ли приступил к формированию совершенно нового состава. Группу пополнили Джэй Донеллан (соло-гитара), Фрэнк Файад (бас-гитара), Джордж Суранович и Дрэйчен Тикер (оба — ударные).

## Список композиций
Все песни написаны Артуром Ли, за исключением указанных.
Оригинальный релиз
1. «August» — 5:00
2. «Your Friend and Mine — Neil’s Song» — 3:40
3. «I’m With You» — 2:45
4. «Good Times» — 3:30
5. «Singing Cowboy» (Ли, Джэй Донеллан) — 4:30
6. «Dream» — 2:49
7. «Robert Montgomery» — 3:34
8. «Nothing» — 4:44
9. «Talking in My Sleep» — 2:50
10. «Always See Your Face» — 3:30

Бонусные треки (переиздание 2002 года)
1. «Robert Montgomery (alternate vocal)» — 3:41
2. «Talking in My Sleep (alternate mix)» — 2:55
3. «Singing Cowboy (unedited version)» (Lee, Donnellan) — 5:52

## Участники записи
- Артур Ли — продюсирование, ритм-гитара, фортепиано, конга, гармоника, вокал
- Джэй Донеллан — соло-гитара
- Фрэнк Файад — бас-гитара, бэк-вокал
- Джордж Суранович — ударные, бэк-вокал (треки: 1, 5, 6, 7, 8, 9, 10)
- Дрэйчен Тикер — ударные (tracks 2, 3, 4)